# Nowosiółki (rejon jaworowski)
Nowosiółki (ukr. Новосілки) – wieś na Ukrainie, w rejonie jaworowskim obwodu lwowskiego. Wieś liczy około 190 mieszkańców.
W II Rzeczypospolitej do 1934 samodzielna gmina jednostkowa. Następnie należała do zbiorowej wiejskiej gminy Ożomla Mała w powiecie jaworowskim w woj. lwowskim. Po wojnie wieś weszła w struktury administracyjne Związku Radzieckiego.